# Bozont Rogers
Norville "Bozont" Rogers (általában csak Bozont, eredetileg Shaggy) egy kitalált Scooby-Doo rajzfilmszereplő. A sorozat lényege, hogy ő és kutyája, Scooby-Doo rejtélyeket oldanak meg. Bozont (akár kutyája) igen gyáva. Ő az egyetlen Scooby-Doo karakter, aki az összes spin-off minden epizódjában megjelenik Scooby mellett.
Bozont személyisége az egyik meghatározó eleme volt a '70-es évek rajzfilmsorozatainak. A laza stílusú tizenéves srác nagyon könnyen megijed, de általában próbálja mókásan felfogni a dolgokat. Megjelenése a sorozatok folyamán általában ugyanolyan: a kócos barna haj, amely "bozontos" stílust ad neki, a zöld V-nyakú rövidujjú és a hosszú, vörös trapéznadrág, a Scooby-Doo és a 13 szellem és három televíziós különkiadás kivételével, amikor általában piros V-nyakú rövidujjút visel kék trapéznadrággal.
Bozont és Scooby egyaránt favorizálják a Scooby Snack nevű csemegét, amiért a spin-offok során általában bármire képesek. Mint a Scooby-Doo! Abrakadabra! című filmben kiderült, Bozont kedvenc étele az extra sajtos pizza uborkával. Bozont rengeteg helyen dolgozott már (és fog dolgozni), neki volt a Rejtély Rt. tagjai közül elsőként jogosítványa, annak ellenére, hogy nem vezet túl jól. Remek szakács, szeret vicceket mesélni, amiket inkább Scoobynak mond el, aki nevetésben tör ki a csattanót hallva, majd pár másodperccel később azt mondja: "Nem értem."
Bozont nagyon jó fizikai képességekkel bír annak ellenére, hogy rengeteget eszik. Hihetetlen gyorsan fut, remekül gördeszkázik és tökéletesen szörfözik.
Amikor megijed, Bozont általában azt mondja, hogy "Egek!" ("Zoinks!"), ami a karakter jelképévé vált.

## Élete
Az élőszereplős filmek, a Bozont és Scooby-Doo és a Scooby-Doo: Rejtélyek nyomában általában egy alternatív élettörténetet, családi hátteret és múltat vázolnak fel Bozont számára. A több animációs sorozat szerint Bozont már 12 évesen összeismerkedett barátaival (Scooby-Doo, a kölyökkutya, Mizújs, Scooby-Doo?) és már 6 éves korában megkapta a kutyáját, Scooby-Doot, aki kétségkívül legjobb barátjává vált. Gyermekkorát minden változat szerint Menőfalván töltötte, majd később, 17 éves korában utazgatni kezdett a Rejtély Rt.-vel, gyermekkori barátaival.
Később a bandától külön, Scooby-Dooval és Scrappy-Dooval is élt egy házban Menőfalván, a saját házában, ekkor ismerkedett meg barátnőjével, Googieval is, akiről a Scooby-Doo és a vonakodó farkasember című kiadásban hallunk először és utoljára. Ezek után Diánával, Flim Flammel, Scoobyval és Scrappyvel kezdte járni a világot (Scooby-Doo és a 13 szellem), majd visszatért az eredeti Rejtély Rt.-hez és újra velük kezdett utazgatni, állandó lakása pedig Menőfalván lett, ahol Scoobyval és Freddel élt.

## Szinkronhangjai, megszemélyesítői

### Eredeti szinkronhangok sorozatokban
- Casey Kasem (1969–2005)
- Scott Menville (Bozont és Scooby-Doo, 2005–2008)
- Matthew Lillard (2010–jelen)

### Eredeti szinkronhangok egész estés rajzfilmekben
- Casey Kasem (1979–1994 / 2003–2009)
- Billy West (Scooby-Doo a zombik szigetén, 1998)
- Scott Innes (1999–2001)
- Matthew Lillard (2010–jelen)

### Eredeti szinkronhangok animációs filmekben
- Will Forte (Scooby!, 2020)
- Iain Armitage (Fiatal Bozont, Scooby!, 2020)

### Eredeti szinkronhangok videojátékokban
- Casey Kasem (Scooby-Doo Mystery, 1995)
- Scott Innes (2000–2009)
- Matthew Lillard (Scooby-Doo 2: Monsters Unleashed, 2004 / 2010–jelen)

### Megszemélyesítője élőszereplős filmekben
- Matthew Lillard (Scooby-Doo – A nagy csapat, 2002 / Scooby-Doo 2. – Szörnyek póráz nélkül, 2004)
- Cascy Beddow (Fiatal Bozont, Scooby-Doo 2. – Szörnyek póráz nélkül, 2004)
- Nick Palatas (Scooby-Doo! Az első rejtély, 2009 / Scooby-Doo és a tavi szörny átka, 2010)

### Magyar szinkronhangok
- Csonka András (90-es évek elején, a Scooby-Doo és a vámpírok iskolája Zoom szinkronos változatában)
- Pusztaszeri Kornél (90-es évek elején, a Scooby-Doo és a Boo bratyók, a Scooby-Doo és Scrappy-Doo és Az új Scooby-Doo és Scrappy-Doo-show Zoom-szinkronjában)
- Fekete Zoltán (1998–jelen)
- Vári Attila (2007-ben, a Johnny Bravo Szellemes történetek című rész, 2. szinkronjában)
- Gáll Dávid (Fiatal Bozont, Scooby!, 2020)

## Idegen nyelveken
- Shaggy (eredetileg, jelentése: bozontos)
- Sammy (franciául)
- Kudłaty (lengyelül, jelentése: bozontos)
- Kócos (magyarul, Scooby-Doo és a vámpírok iskolája Zoom szinkronos változatában)
- Toprongy (magyarul, Scooby-Doo és a Boo bratyók és a Scooby-Doo és Scrappy-Doo Zoom-szinkronjában)